# Unione Sportiva Pietrasanta 1979-1980
Questa voce raccoglie le informazioni riguardanti l'Unione Sportiva Pietrasanta nelle competizioni ufficiali della stagione 1979-1980.

## Rosa
| N. |                   | Ruolo | Calciatore        |
| -- | ----------------- | ----- | ----------------- |
|    | Italia (bandiera) | A     | Stefano Baglini   |
|    | Italia (bandiera) | A     | Antonio Bindi     |
|    | Italia (bandiera) | C     | Stefano Bronzini  |
|    | Italia (bandiera) | A     | Alessandro Caponi |
|    | Italia (bandiera) | C     | Marco Cecilli     |
|    | Italia (bandiera) | D     | Luciano Coluccini |
|    | Italia (bandiera) | D     | Luciano Filippi   |
|    | Italia (bandiera) | A     | Giuliano Giani    |
|    | Italia (bandiera) | D     | Stefano Guerrini  |

| N. |                   | Ruolo | Calciatore         |
| -- | ----------------- | ----- | ------------------ |
|    | Italia (bandiera) | C     | Riccardo Guidugli  |
|    | Italia (bandiera) | C     | Lido Lombardi      |
|    | Italia (bandiera) | C     | Patrizio Marchi    |
|    | Italia (bandiera) | P     | Mauro Marchisio    |
|    | Italia (bandiera) |       | Menichetti         |
|    | Italia (bandiera) | P     | Andrea Rolla       |
|    | Italia (bandiera) | D     | Augusto Secchiari  |
|    | Italia (bandiera) | C     | Gianluca Signorini |
|    | Italia (bandiera) | D     | Marcello Tentorio  |